# Cristian Todea
Cristian Todea (n. 18 octombrie 1978 în Arad) este un fost fotbalist român, care a jucat pe postul de mijlocaș defensiv.